# Княгинино (Севский район)
Княгинино — село в Севском районе Брянской области, входит в Чемлыжское сельское поселение.

Расположено на реке Лемешовка (приток р. Сев) в 8 км к северо-западу от Севска и в 115 км к югу от Брянска.
| 2010 | 2013 |
| ---- | ---- |
| 464  | ↘461 |

## История
Упоминается с 1623 года как деревня в составе Чемлыжского стана Комарицкой волости. Название свое Княгинино получило от того, что какая-то княгиня была сослана сюда в ссылку, здесь она и умерла. Но кто была эта княгиня и в каком году умерла — неизвестно. С 1723 — село с деревянной Покровской церковью, построенной в 1722 году (не сохранилась). В  переписи 1711 году населения села Княгинино -1199 человек.
Под горою в селе Княгинино протекала река Лемешь, вытекавшая из села Коростовки и впадавшая в Сев. На этой реке в Княгинино был пред и на нем была установлено мельница вода в пруду была переполнена рыбою. Но теперь всего этого нет. Как видно из переписной книги Севского уезда за 1709 год, село Княгинино тогда было деревней. В этой деревне считалось 16 пашенных дворов и в тех дворах числилось людей 58 человек обоего пола, а находилось оно около реки Сев, в верстах в двух от настоящего села. Образовался тот поселок из беглых людей того времени. Причиною же того переселения на настоящее местожительства была низменная болотистая местность, удаленность от центра своего земельного надела и отчасти грабежи жителей села Новоямской Слободы.
В селе было пять ветряных мельниц, кузницы, крупорушники, молотилки, цигельни, где обжигали кирпич. Были в селе свои печники Блиновы. Гришины, Азарченковы плели короба, Кутырёвы шили шубы. Как и везде в России самой главной скотиной в Княгинино была лошадь. Её кормили лучше, чем корову - сеном и овсом. Держали овец, гусей, уток, свиней. Из орудий труда у крестьян были серпы, плуги, распашки. Хозяйство крестьян села Княгинино состояло из небольшой хаты, крытой соломой, скотного двора.
Основным занятием крестьян было земледелие. Сеяли рожь, коноплю, овёс, вику, гречку, просо, лён, свеклу. Свеклу потом квасили в кадушках. Также сажали огурцы. А вот капуста -  самая главная достопримечательность села. Дело в том, что нигде в округе капусту не сеяли, её выращивали только в Княгинино. До сих пор жители близлежащих деревень называют княгининцев - капустниками. До 1929 в Севском уезде (с 1861 в составе Чемлыжской волости, с 1924 в Севской волости). В середине XX века — колхоз «Красная поляна», затем — в составе колхоза им. В. И. Ленина. С 1918 по 2005 — центр Княгининского сельсовета. Максимальное число жителей 2110 человек (1926 год).
В октябре 1941 года село было оккупировано нацистами. Освобождено 28 августа 1943 года.
В боях за ее освобождение отличился 120 стрелковый полк, в том числе рота связи 120-го стрелкового полка под командованием Героя Советского Союза (1943) Ивана Максимовича Пятковского (1913—1986). 26 августа 1943 года через реку Сев вместе с передовыми частями полка связисты Пятковского проложили разветвлённую телефонную сеть, обеспечив связь командира полка с командирами батальонов. Бесперебойная связь командования со стрелковыми подразделениями способствовала общему успеху полка при взятии крупных опорных пунктов немецкой обороны Княгинино, Чемлыж и высоты 205,8.